# Шахматист Мельцеля

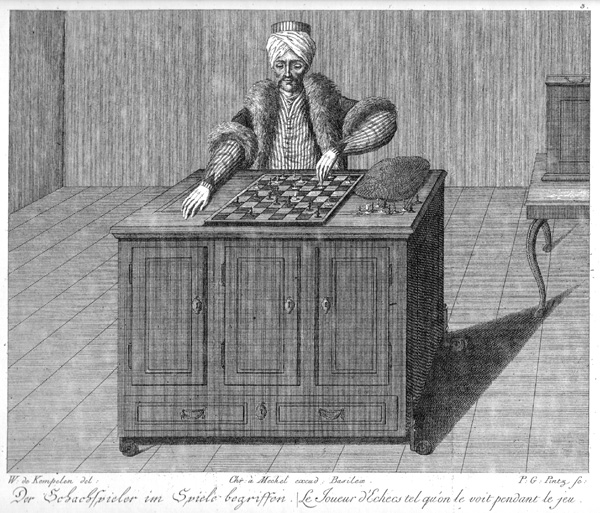
Автоматизированный шахматист «Механический турок», изображенный на гравюре.

«Шахматист Мельцеля» (1836) — эссе Эдгара Аллана По, разоблачающее мошеннического шахматиста-автомата по имени Турок, который стал известен в Европе и Соединенных Штатах и широко гастролировал. Поддельный автомат был создан Вольфгангом фон Кемпеленом в 1769 году и привезён в США в 1825 году Иоганном Непомуком Мельцелем после смерти фон Кемпелена.

## История
В своем эссе По утверждает, что механический шахматист будет играть идеально, но «машина» Мельцеля иногда ошибается и поэтому вызывает подозрения. Хотя это самое известное эссе о Турке, многие гипотезы По были неверны. Он также мог знать или не знать о более ранних статьях, опубликованных в Baltimore Gazette, где сообщалось, что двое молодых людей видели, как шахматист Уильям Шлюмберже вылезал из машины. Однако он много заимствовал из "Письма о естественной магии " Дэвида Брюстера .. Другие эссе и статьи были написаны и опубликованы до По в Балтиморе, Филадельфии и Бостоне — городах, в которых По жил или побывал до написания своего эссе.
Эссе По было первоначально опубликовано в апрельском номере журнала Southern Literary Messenger за 1836 год.
В эссе По утверждается, что труппа автоматов Мельзеля по крайней мере один раз до этого посещала Ричмонд, штат Вирджиния, «несколько лет назад», когда они были выставлены «в доме, который сейчас занимает М. Боссье как танцевальная академия». Тем не менее, что очень странно, По не называет точной даты или места своей недавней встречи с Шахматистом Мельцеля, кроме заявления о том, что он был выставлен в Ричмонде «несколько недель назад». Ни одна известная биография По XIX или XX века не раскрывает, когда и где в Ричмонде он стал свидетелем выступления Шахматиста-автомата.

## Значение
Эссе важно тем, что в нём предсказываются некоторые общие мотивы современной научной фантастики. По также начал создавать аналитический метод, который в конечном итоге будет использован в его «рационациях», самой ранней форме детективного рассказа, «Золотом жуке» и «Убийствах на улице Морг». Этот момент подтверждается тем, что По особо подчеркивал, что машиной управляет разум .
Реакция на момент публикации была сильной. На неё откликнулись газеты Norfolk Herald, Baltimore Gazette, Baltimore Patriot, United States Gazette, Charleston Courier, Winchester Virginian и New Yorker (последний из которых предположил, что единственный изъян статьи заключается в её чрезмерной длине).
«Шахматист Мельцеля» По послужил источником вдохновения для телевизионного короткометражного фильма «El jugador de ajedrez», также известного как «Le joueur d'échecs de Maelzel» (1981), поставленного Хуаном Луисом Бунюэлем и показанного в рамках сериала «Выдающиеся истории» по произведениям Эдгара По.
Эссе цитируется без ссылки Вальтером Беньямином в первом из его «Тезисов о философии истории». 